# Farley-Massiv
Das Farley-Massiv ist ein 1457 m hoher Berg im ostantarktischen Mac-Robertson-Land. In der Athos Range der Prince Charles Mountains ragt er 1,5 km nördlich des Mount Jacklyn auf.
Luftaufnahmen, die bei den Australian National Antarctic Research Expeditions entstanden, dienten der Kartierung. Namensgeber ist John A. Farley, Geodät auf der Mawson-Station im Jahr 1964.